# Xenofont (cràter)
Xenophon és un petit cràter d'impacte de la Lluna que es troba al costat de la vora sud interior de la plana emmurallada del cràter Fermi, a l'oest del cràter Tsiolkovskiy. A sud de Xenofont es troba Zhiritskiy F, un cràter satèl·lit de Zhiritskiy, localitzat a sud-sud-oest. Al pertànyer a la cara oculta de la Lluna, no es pot veure directament des de la Terra.

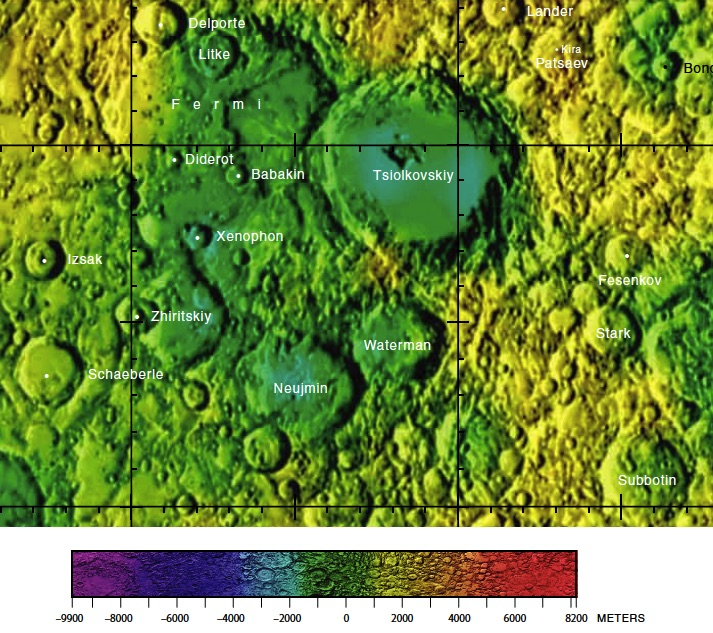
Localització de Xenofont (centre de la meitat esquerra de la imatge)
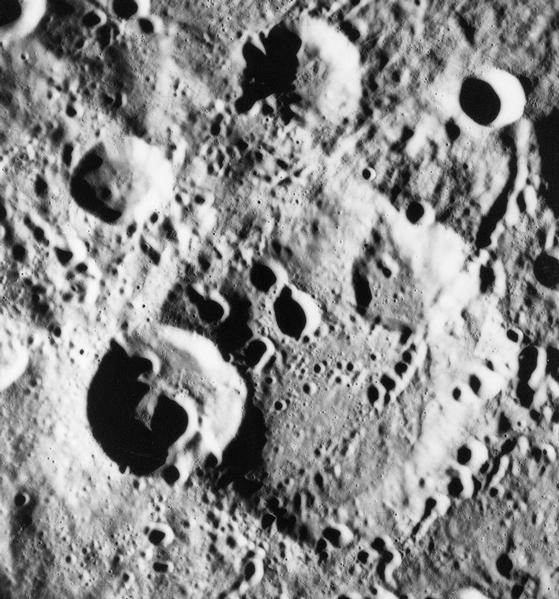
Xenofont dalt al centre, al nord de Zhiritskiy. Fotografia de la missió Apollo 15

La vora d'aquest cràter està erosionada i és travessada per diversos petits cràters, especialment en el seu costat occidental. El sòl interior és relativament senzill i sense relleu.